# Amitostigma monanthum
Amitostigma monanthum är en orkidéart som först beskrevs av Achille Eugène Finet, och fick sitt nu gällande namn av Rudolf Schlechter. Amitostigma monanthum ingår i släktet Amitostigma och familjen orkidéer. Inga underarter finns listade i Catalogue of Life.